# Pomerode
Pomerode est une ville brésilienne de l'État de Santa Catarina.

## Géographie
Pomerode se situe dans la vallée du rio Itajaí, par 26° 44' 27" de latitude sud et par 49° 10' 37" de longitude ouest, à une altitude de 85 mètres.
Sa population était de 27 772 habitants au recensement de 2010. La municipalité s'étend sur 216 km2.
Elle fait partie de la microrégion de Blumenau, dans la mésorégion de la Vallée du rio Itajaí.

## Histoire
Jusqu’au XVIe siècle, la région de l’actuelle municipalité de Pomerode faisait partie du territoire traditionnel des Indiens carijós e xokleng. Avec l’arrivée des colonisateurs portugais, les Carijós furent réduits en esclavage ou exterminés.
La région resta ensuite inhabitée ou peu peuplée, jusqu’au début de l’immigration allemande au XIXe siècle. En 1863, une colonie fut fondée dans la région par des immigrants venus de Poméranie, dans un lieu situé stratégiquement entre les villes de Blumenau et de Joinville ; le choix de ce lieu avait été prôné par le docteur Hermann Blumenau, qui entendait ainsi renforcer le commerce entre ces deux  villes. Les parcelles de terre furent partagées parmi les immigrants, qui se lancèrent dans la production de riz, de pommes de terre, de tabac, de manioc et de haricots, ainsi que dans l’élevage. À l’orée du XXe siècle, de petites industries commencèrent à s’implanter dans la région, plus particulièrement des manufactures de porcelaine.
La majorité de ces immigrants allemands étaient originaires de la région historique de Poméranie, dans le nord de l’Allemagne, comprise aujourd’hui dans le Land de Mecklembourg-Poméranie-Occidentale ‒ de là aussi le nom de la municipalité. Parmi les groupes d’Allemands émigrant vers le Brésil, les Poméraniens constituaient une minorité et se mélangèrent à leur arrivée aux autres groupes d’Allemands, par quoi se perdit leur héritage culturel dans la plupart des villes ; dans trois États brésiliens seulement les Poméraniens surent former des communautés autonomes, donc propices à la préservation de leurs coutumes, savoir : à Santa Maria de Jetibá, dans l’État d’Espírito Santo ; à São Lourenço do Sul, dans le Rio Grande do Sul ; et à Pomerode.
À l’issue de la Deuxième Guerre mondiale, la majeure partie de la Poméranie fut rattachée à la Pologne, l’Allemagne n’en gardant qu’une petite portion, appelée Mecklembourg-Poméranie-Occidentale. Beaucoup de Poméraniens trouvèrent refuge en Allemagne de l’est ou émigrèrent vers d’autres pays, mais en perdant du même coup la plupart de leurs coutumes, à telle enseigne que le Brésil compte aujourd’hui plus de locuteurs de l’antique parler poméranien oriental que l’Allemagne elle-même.
Au Brésil, la Deuxième Guerre mondiale fut décisive quant à l’assimilation des immigrants poméraniens. Le président Getúlio Vargas, après avoir déclaré la guerre à l’Allemagne, interdit l’usage de la langue allemande sur le territoire brésilien, ainsi que l’édification de maisons de style allemand et toute manifestation culturelle allemande. Il s’ensuivit que Pomerode, de même que toutes les autres colonies au Brésil, allaient se brésilianiser de plus en plus. À cette époque, nombre de colons allemands subirent la répression, voire furent persécutés, et, face aux préjugés et au radicalisme de Getúlio Vargas, alors président, durent changer de nom. Aujourd’hui, l’usage de l’idiome germanique tend à se perdre et à être supplanté par la pratique du portugais, sous l’effet de l’afflux d’habitants d’autres régions du Brésil et par le manque d’intérêt des nouvelles générations de descendants à apprendre la langue de leurs ancêtres. Quelque 300 mille Brésiliens ont des ascendances poméraniennes.
Le 21 janvier 1959, la ville s’émancipa de Blumenau et acquit le statut de município, avec pour premier maire (à titre intérimaire) Guilherme Alípio Nunes.
En 2000, le Portico do Imigrante, réplique d’un portail de brique se dressant dans le port maritime de Stettin (en polonais Szczecin) et datant de 1894, fut posé à Pomerode, en guise de symbole de la mémoire poméranienne de la ville.

## Langue
80 % des habitants de Pomerode sont des descendants de colons allemands venus de Poméranie, et la majeure partie de la population est bilingue. Ils parlent le portugais et le poméranien oriental (ostpommersch en allemand).

## Tourisme
La ville attire des milliers de touristes tous les ans par son caractère allemand très marqué. On y trouve, éparpillées dans toute la cité, des maisons à colombage, typiques de l'architecture germanique et des restaurants servant de la nourriture allemande traditionnelle. Les fêtes allemandes sont également perpétuées par les habitants.

## Villes voisines
Pomerode est voisine des municipalités (municípios) suivantes :
- Rio dos Cedros
- Jaraguá do Sul
- Blumenau
- Indaial
- Timbó

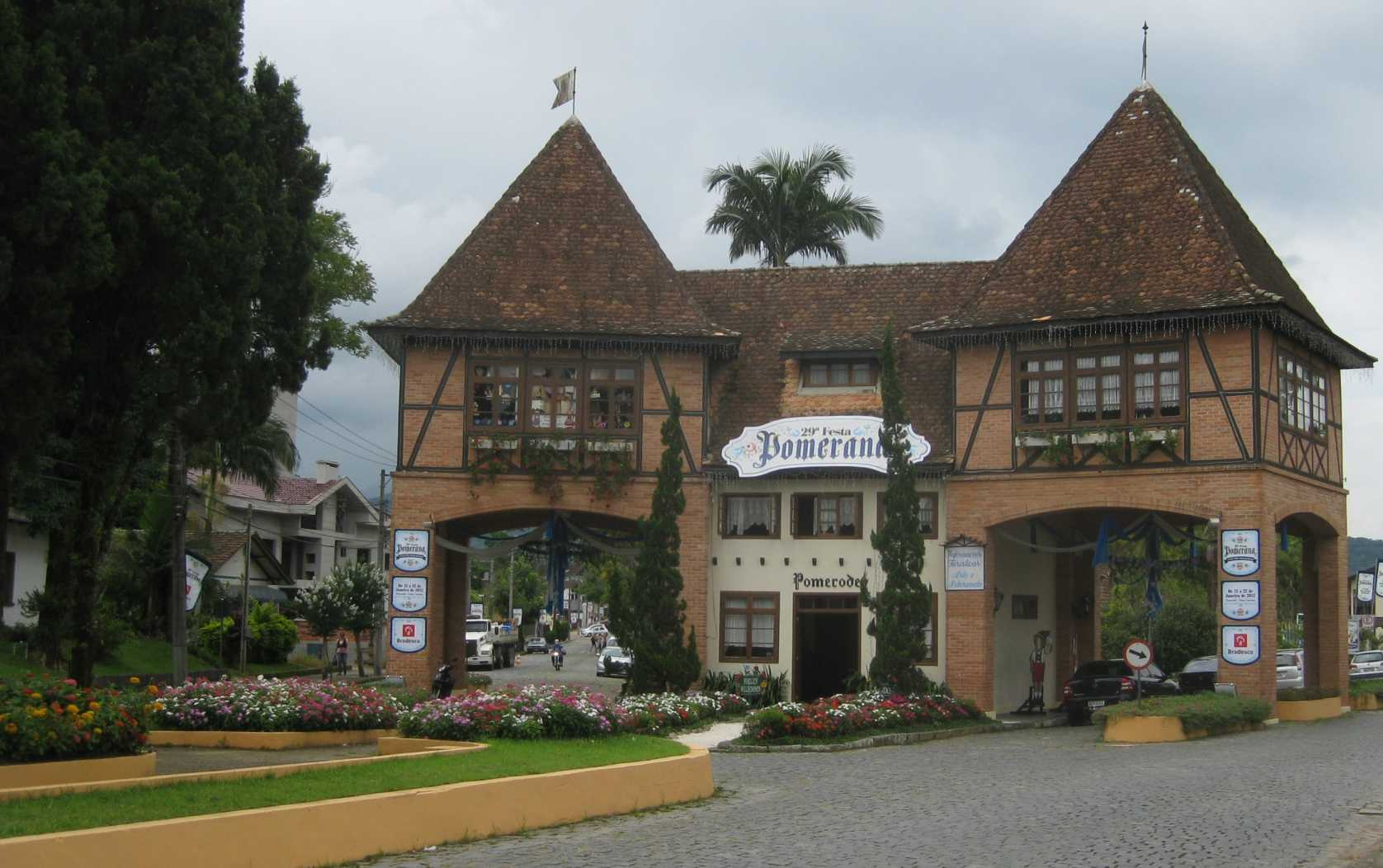
Porte sud de Pomerode
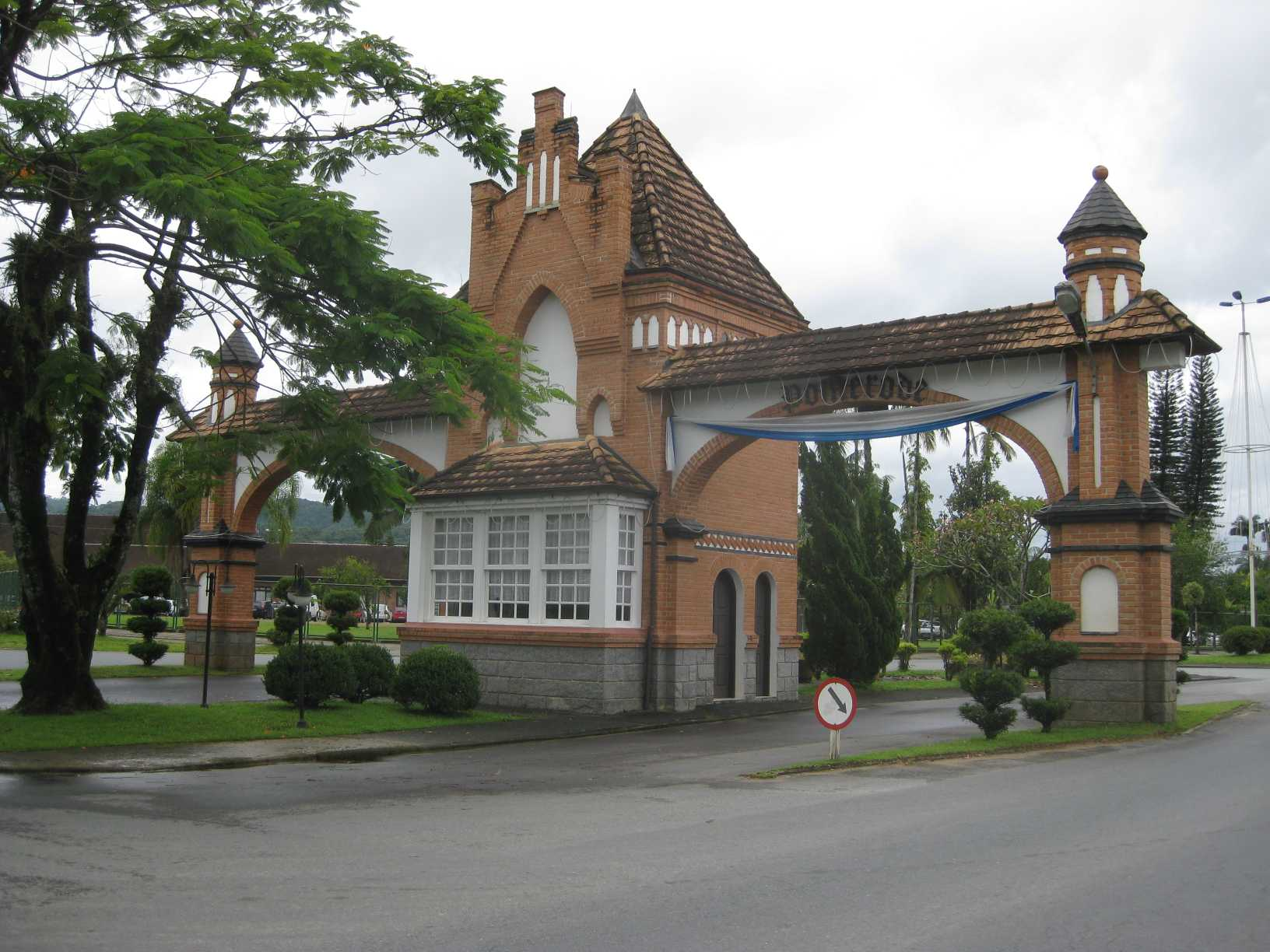
Portico do Imigrante Wolfgang Weege (Porte des immigrants Wolfgang Weege) Porte nord de Pomerode